# Шишига
Шишига або Лешенька (чол. шиш, шишиган) — нечиста сила, що живе за піччю, в лісі (лісунка), на болоті (мара), в стодолі (овінний домовик); сатана, біс.
У іванівських повістях шишигами називають різних «представників» нечистої сили, а також людей, які водяться з нечистою силою; в переносному сенсі — незібрана, повільна людина.
Шиш — дух статевої сили. Часто Шиші розбещують жінок і дівчат, схиляючи їх до непристойних занять і ігор.
Етнограф Йосиф Железнов, спираючись на уральські перекази наводив приклад того, що отаман Єрмак Тимофійович вважався у козаків «корисним чаклуном» і «мав у послуху в себе дещицю шишиг (чортів)». «Де раті не вистачало, там він і виставляв їх».
З волоссям «шишом», тобто зачесаним догори, зображувалися біси на давньоруських іконах. Та ж істота відіграє важливу роль в міфології комі. Живе в річці та іноді виходить на берег, щоб розчесати довге чорне волосся. Всі, хто її бачив, незабаром потонуть або помруть з іншої причини. Нею лякали і лякають досі дітей, застерігаючи від купання у вирах загрозою, що їх потягне Шишига.